# Marine des Mandschurischen Kaiserreichs
Die Marine des Mandschurischen Kaiserreichs (chinesisch 満州帝國海軍, Pinyin Mǎnzhōu Dìguó Hǎijūn) war die Marine des japanischen Marionettenstaats Mandschukuo. Da Mandschukuo zu einem großen Teil von Land umschlossen war und unter der Kontrolle des japanischen Heeres stand, welche sich zur Zeit der Staatsgründung in einer starken Konkurrenz zur japanischen Marine befand, wurde der Aufstellung einer Marine nur sehr geringe Bedeutung beigemessen. Von politischer Seite wurde jedoch die Gründung und Ausrüstung einer zumindest kleinen Truppe betrieben, da man international den Eindruck bestärken wollte, die mandschurische Regierung sei legitim und autonom.

## Geschichte

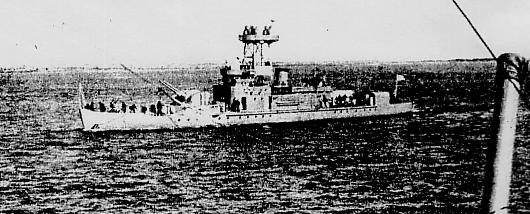
Schiff der Mandschurischen Marine

Als das japanische Heer nach dem Mukden-Zwischenfall Ende 1931 begann, die chinesische Mandschurei zu besetzen, nahm an dieser Operation auch eine Abteilung der Marine teil, um die Küstensicherung in den besetzten Gebieten zu übernehmen. Wichtiger war den Japanern jedoch die Sicherung des Amur und anderer Grenzflüsse zur Sowjetunion. Als sich bereits kurz nach dem Zwischenfall der für die Mandschurei zuständige chinesische Vizemarineminister Shen Honglie und der Flottenbefehlshaber Xian Gongzhe aus der Region absetzten, traf sich Kapitän Yin Zuqian mit den Japanern und lief mit seiner kleinen Flottille aus fünf Flusskanonenbooten am 15. Februar 1932 in Harbin über. Diese kleine Einheit bildete später den Kern der Flussverteidigungsflotte (江防艦隊,  jiāng fáng jiàn duì) des Sungari.
Offizieller Gründungstag der Marine Mandschukuos war der 15. April 1935, als Kaiser Puyi den Erlass über die Streitkräfte Mandschukuos verkündete. Er wurde gleichzeitig formeller Oberbefehlshaber der Marine. Das Flaggschiff bildete der Zerstörer Hai Wei. Es handelte sich um einen alten Zerstörer der japanischen Momo-Klasse namens Kashi, der von der japanischen Marine ausgeliehen wurde. Die Hauptlast der Küstenverteidigung übernahm weiterhin die 3. Flotte der Kaiserlich Japanischen Marine.
Die Sungari-Flottille war ab 1933 auf den Flüssen Sungari, Amur und Ussuri sowie deren Nebenflüssen tätig und wurde zu diesem Zweck mit weiteren japanischen Kanonenbooten ausgerüstet. Die mandschurischen Einheiten waren nicht in der Lage, während der Befriedung von Mandschukuo das massive Übersetzen von Partisanen und Aufständischen in beiden Richtungen über die Flüsse zu unterbinden. Japan startete als Konsequenz ein intensives Ausbildungsprogramm, in dessen Rahmen japanische Marineoffiziere aus dem Ruhestand oder der Reserve nach Mandschukuo gingen und mandschurische Kadetten nach Japan geschickt wurden, um an der Marineakademie in Fächern wie Navigation und Ballistik ausgebildet zu werden.
Im November 1938 wurde der größte Teil der japanischen Ausbilder wieder abgezogen, offiziell da die mandschurischen Marinekräfte in genügendem Umfang ausgebildet worden seien, in Wirklichkeit, da die Spannungen zwischen japanischem Heer und Marine weiter zunahmen. Das Heer fürchtete dabei um seine weitgehend alleinige Kontrolle über Mandschukuo. Ein Jahr später, im November 1939, wurde die mandschurische Marine dem direkten Befehl des mandschurischen Heeres unterstellt und in Flussstreitkräfte (江上軍,  jiāng shàng jūn) umbenannt.
Im Jahr 1942 wurde das meiste verbliebene japanische Marinepersonal aus den Flussstreitkräften abgezogen. Da ungefähr die Hälfte der Offiziere zu diesem Zeitpunkt noch Japaner waren, hinterließ deren Abzug große Lücken im Offizierskorps. Dies schränkte die Einsatzfähigkeit der Flussstreitkräfte stark ein. Viele Schiffe waren nicht mehr einsatzfähig und ihre Kanonen wurden demontiert und an Land geschafft. Zum Zeitpunkt der sowjetischen Invasion der Mandschurei waren die Flussstreitkräfte nicht mehr einsatzfähig und kapitulierten, ohne vorher Widerstand zu leisten.

## Organisation

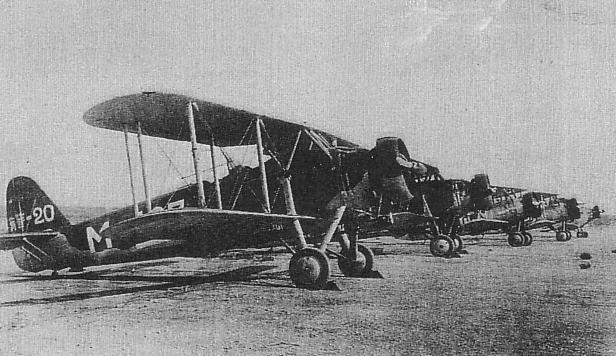
Aichi D1A der mandschurischen Marineluftwaffe

Das Hauptquartier der Marine befand sich im Marinestützpunkt Yingkou, während sich in Huludao und Andong weitere Stützpunkte befanden. Insgesamt verfügte sie über vier Patrouillenflottillen zur Küstenverteidigung und eine zur Flussverteidigung, auf welche sich die einzelnen Einheiten wie folgt aufteilten:
1. Patrouillenflottille (Sungari-Flottille)
- Ting Pien (定邊 / 定边)
- Ching Hen
- Shun Tien (順天 / 顺天)
- Yang Min (養民 / 养民)

2. Patrouillenflottille
- Hai Lung
- Hai Feng
- Li Sui
- Lin Chi

3. Patrouillenflottille
- Kuan Ning
- Kuan Ching
- Chian Tung

4. Patrouillenflottille
- Hai Kuang
- Hai Jui
- Hai Jung
- Hai Hua

5. Patrouillenflottille
- Daichii
- Kaihen
- Kaihi
- Ta Tung
- Li Ming

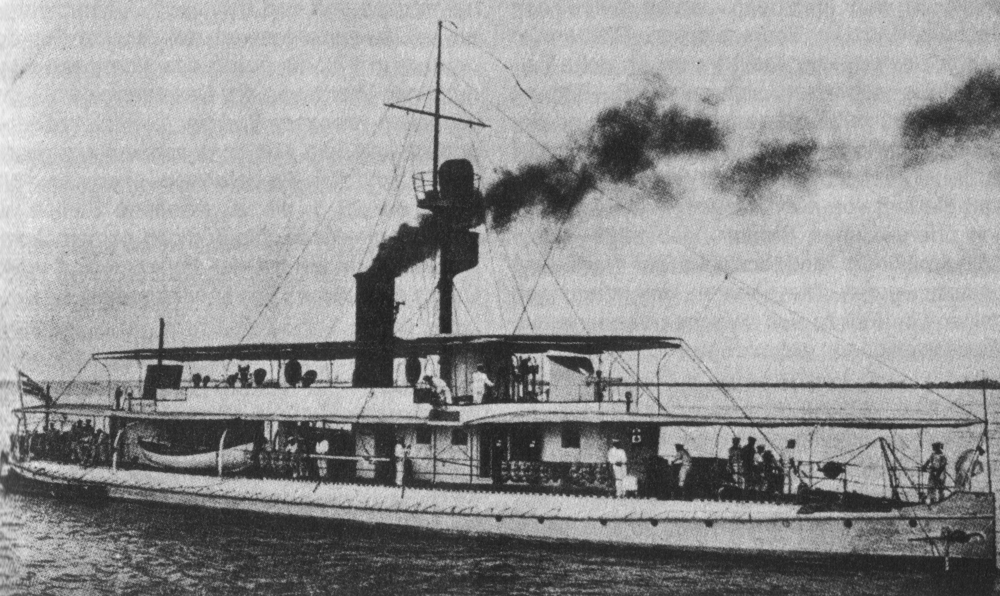
Flusskanonenboot Li Sui, hier als deutsches Kanonenboot Vaterland

Im Winter operierten die Flottillen mit gepanzerten Fahrzeugen auf den zugefrorenen Flüssen. Zusätzlich verfügte die Marine über einige Flugzeuge, woraus sie eine untergeordnete Marineluftwaffe bildete.

### Marineinfanterie
Die mandschurische Marineinfanterie bildete sich aus japanischen und mandschurischen Mannschaften sowie der Geheimen Mandschurischen Marinepolizei. Sie war in zwei Einheiten zu je 500 Mann aufgeteilt, die mit leichten Waffen und wenigen Maschinengewehren ausgerüstet waren. Ihre Hauptaufgabe bestand in der Sicherung der Häfen und Marinestützpunkte sowie der Deiche.